# جراب الأعلى (المسيمير)

تعديل مصدري - تعديل

جراب الأعلى هي إحدى قرى عزلة المسيمير بمديرية المسيمير التابعة لمحافظة لحج، بلغ تعداد سكانها 89 نسمة حسب تعداد اليمن لعام 2004.